# Nogai op het Türkvizyonsongfestival
De Nogai nam tijdens vierde editie in 2020  deel aan het Türkvizyonsongfestival. De Nogai hebben in totaal 1 keer deelgenomen aan het festival. Anders dan de meeste deelnemers aan het Türkvizyonsongfestival zijn de Nogai een bevolkingsgroep en hebben ze geen eigen grondgebied.

## Geschiedenis

### Eerste pogingen tot deelnemen
De eerste keer dat de Nogai interesse toonden in deelname was in 2015. De omroep zou namens de kraj Stavropol deelnemen aan de derde editie van het festival. De Nogai selecteerden Islam Satyrov en zijn lied Tuvgam erym om het volk te vertegenwoordigen op hun debuut. Echter, vanwege de ruzie tussen Rusland en Turkije eind 2015 vroeg de Russische regering aan de Russisch deelnemende gebieden om af te zien van deelname aan het festival. Hierop besloot de Nogaise omroep om toch niet te debuteren.
Voor de editie in 2016 besloot de omroep om opnieuw beroep te doen op Stavropol om de Nogai te vertegenwoordigen op hun debuut op het festival. Begin december werd het festival echter verplaatst naar maart 2017. Uiteindelijk werd ook deze datum verschoven naar september 2017 en nadien zelf geannuleerd waardoor het debuut van de Nogai opnieuw werd uitgesteld.

### Uiteindelijk debuut
Nadat het festival enkele jaren had stilgelegen, werd het in 2020 heropgestart. Bij de heropstart waren de Nogai wel van de partij. Ze waren zelfs de eerste deelnemer die hun deelname bevestigden. Ditmaal zouden de Nogai onder eigen naam deelnemen en zodoende de eerste deelnemer worden zonder eigen grondgebied. De omroep selecteerde Zjanna Rustamovna en haar nummer Munaima. In Istanboel trad Rustamovna als tweede op. Aan het eind van de avond eindigde ze 24ste op 26 deelnemers.
Ook in 2021 planden de Nogai aanwezig zijn op het festival, maar werd de editie gecanceld wegens te weinig interesse van deelnemende omroepen.

## Deelnames van de Nogai
| Jaar | Artiest           | Titel   | Fin. | Ptn. | Semi | Ptn. | Taal   |
| ---- | ----------------- | ------- | ---- | ---- | ---- | ---- | ------ |
| 2020 | Zjanna Rustamovna | Munaima | 24   | 159  |      |      | Nogais |

| Kleur | Betekenis      |
| ----- | -------------- |
|       | Eerste plaats  |
|       | Tweede plaats  |
|       | Derde plaats   |
|       | Laatste plaats |
|       | Gastland       |